# Museene for kystkultur og gjenreisning i Finnmark
Museene for kystkultur og gjenreisning i Finnmark är en norsk museiorganisation bildad 2006 genom ett samgående mellan fem museer på Finnmarks kust. Den ägs av ett företag med Hammerfest kommun, Måsøy kommun, Nordkapps kommun, Gamviks kommun  och Berlevågs kommun som ägare. Huvudkontoret ligger i Honningsvåg.
År 2017 tillkom Foldalbruket kystkultursenter i Kjøllefjord som medlem.

## Ingående museer
De ingående museerna är:
- Gjenreisningsmuseet for Finnmark og Nord-Troms i Hammerfest visar krigshändelserna 1940-45 i Finnmark och Nord-Troms, flyktingboendet och återuppbyggnaden av landsdelen.
- Måsøy museum i Havøysund visar redskap och tekniska hjälpmedel inom fiskenäringen under 1900-talet.
- Nordkappmuseet i Honningsvåg visar kustens historia och utvecklingen av turism till Nordkao och Finnmark.
- Gamvik museum, som ligger i tidigare fiskanläggningen Brodtkorbbruket i fiskeläget Gamvik, visar redskap, husgeråd och annan utrustning som förekom i ett litet fiskeläge på Finnmarkskusten.
- Berlevåg havnemuseum, som ligger i ett av Statens Havnevesen tidigare använt lagerhus, visar den nästan hundraåriga historien om utbyggnaden av Berlevågs hamn.
- Foldalbruket kystkultursenter, ett fiskerimuseum i Kjøllefjord.